# گامید آگالاروف
گامید آگالاروف (انگلیسی: Gamid Agalarov؛ زادهٔ ۱۶ ژوئیهٔ ۲۰۰۰) بازیکن فوتبال اهل روسیه است که در پست مهاجم وسط دینامو مخاچ‌قلعه بازی می‌کند.
وی در تیم‌های ملی فوتبال زیر ۱۸ سال روسیه, زیر ۱۹ سال روسیه, زیر ۲۰ سال روسیه و زیر ۲۱ سال روسیه بازی کرده است.